# Dorymyrmex breviscapis
Dorymyrmex breviscapis é uma espécie de formiga do gênero Dorymyrmex.